# Traitement des semences

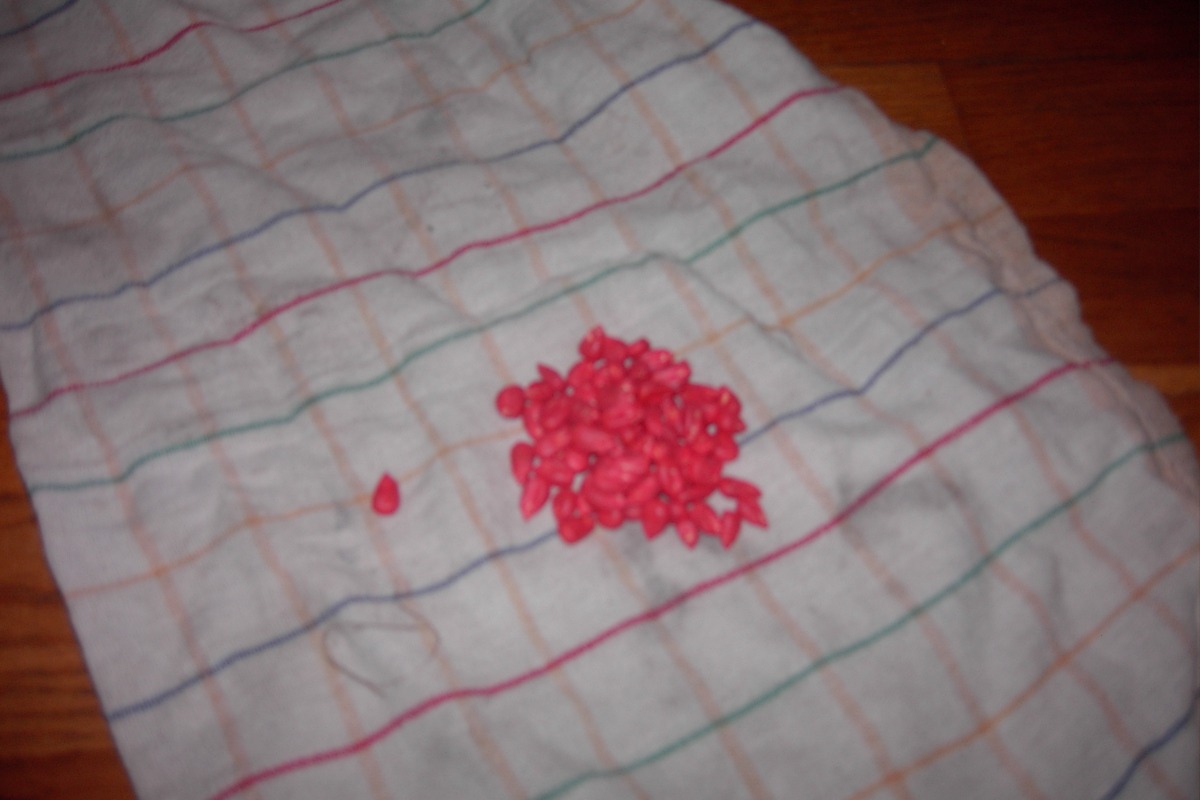
Graines ayant subi un traitement fongicide avant semis, traitement qui peut ensuite fortement nuire à la mycorhyzation de la plante.

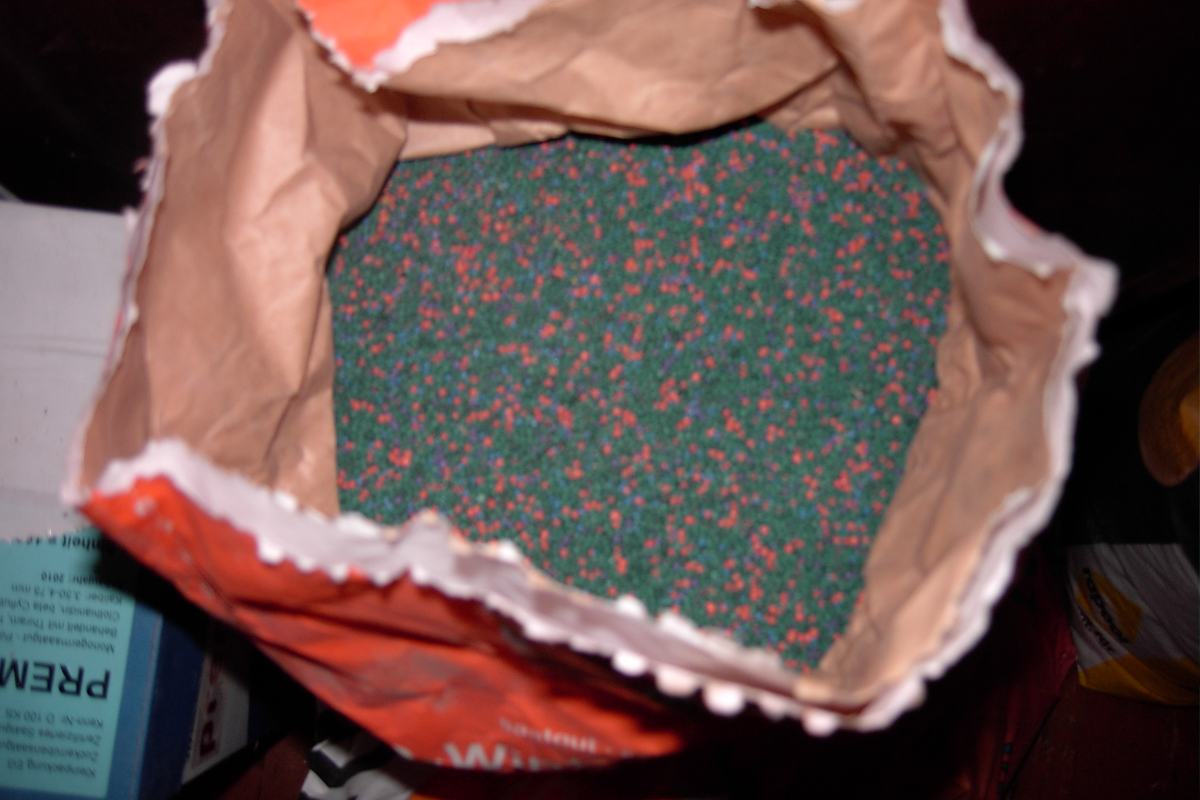
Les graines de canola (colza) de couleurs différentes mélangées.

En agriculture et horticulture, le traitement des semences  est la préparation des graines destinées aux semis, notamment au moyen de pesticides les protégeant des germes pathogènes et des parasites animaux. 

Les adjuvants tels que les pelliculants et les enrobants permettent de faciliter les semis et d'améliorer l'efficacité des traitements. Le pelliculage par un film microporeux permet de fixer les produits par une couche très fine sans modifier la forme de la graine. L'enrobage des semences est une forme de recouvrement des semences plus épaisse, destiné à faciliter le semis et qui peut contenir des engrais, des facteurs de croissance, ainsi qu'une charge inerte et une enveloppe extérieure en polymère.

## Principe et technique
Dans le cadre de la défense des cultures, les traitements des semences sont utilisés pour lutter contre les maladies des semences et pour protéger les jeunes plantes contre les parasites naturellement présents dans le sol. Ils permettent une protection efficace contre des attaques précoces de maladies et de parasites en végétation.
Les traitements des semences permettent de lutter également contre de nombreuses autres agressions :
- les "fontes de semis" dues à des maladies cryptogamiques telles que les fusarioses et les septorioses ;
- les larves d’insectes telles que celles des taupins et des mouches grises ;
- les oiseaux, principalement les corbeaux (les couleurs d'enrobage sont choisies pour réduire l'attrait de la graine pour les granivores) ;
- les attaques précoces de maladies telles que la fusariose, l'oïdium, la rouille brune et la rouille jaune, le piétin-verse, la septoriose...
- les attaques précoces d’insectes tels que les pucerons.

Le choix de la ou des substances actives (mode et spectre d’action, persistance…) doit tenir compte des analyses sanitaires des lots bruts de semences qui arrivent dans les stations (et donc des éventuelles maladies présentes qui varient d’une année sur l’autre et du niveau de contamination) ainsi que du type de protection recherchée.
Le traitement est normalement appliqué après l'élimination de la balle, des graines de mauvaises herbes et de débris de paille. Les semences traitées sont souvent colorées tant pour les rendre moins attrayantes pour les oiseaux, que pour faciliter leur repérage et leur élimination en cas de déversement accidentel.
Les matières actives utilisées peuvent être des bactéricides, des fongicides, des insecticides de contact ou systémiques. Ils peuvent également être des répulsifs pour animaux. Il peut aussi s'agir de bactérie ayant une action fongique.
Différents appareils de traitements industriels spécialisés permettent d’appliquer les matières actives et les produits d'enrobage à des doses très précises.

## Réglementation
L'utilisation des produits phytosanitaires est réglementée. De nombreuses évolutions réglementaires ont eu lieu ces dernières années dans le cadre du plan Ecophyto.
Le catalogue des produits utilisables est consultable sur le site E-Phy de l'Anses

### Utilisation en agriculture biologique
Pour obtenir la certification biologique, les agriculteurs européens et américains doivent rechercher des semences biologiques. S'ils ne peuvent s'en procurer, ils sont autorisés à utiliser des semences conventionnelles non traitées. Les semences traitées   sont autorisées si les produits ou les méthodes de traitement sont autorisés.
Des alternatives aux traitements chimiques des semences autorisés ou en développement sont :
- la thermothérapie[6],[7]
- des bactéries[7]
- du sulfate de cuivre tribasique[7]
- le vinaigre[7]
- des huiles essentielles par exemple,[8]
- en intégrant dans la réflexion et les pratiques agricoles les organismes utiles aux symbioses mycorhiziennes, ce qui est aussi favorables à la conservation ou restauration des sols agricoles. Par exemple, quand les semences de maïs ont été traitées avec un fongicide (ex : Thirame), la colonisation mycorhizienne de la plante se fait mal (4 fois moins bien en termes d'intensité arbusculaire de la partie mycorhizée selon une étude (Mycoagra, 2022) portée en France par la chambre d’agriculture de Dordogne)[1].

## Intérêts
Les traitements des semences permettent de protéger les jeunes plantes lors de leur germination contre de nombreuses maladies telluriques, contre de nombreux ravageurs des cultures. Si certaines recherches suggèrent que cela permet de diminuer les doses de pesticides répandus dans l'environnement, dans la mesure où les quantités utilisées sont relativement plus faibles que les traitements en plein champ, le traitement est préventif plutôt que curatif.
Pour des grandes cultures, telles que les céréales, les traitements de semences sont essentiels contre les maladies charbonneuses (carie, charbon nu) et très précieux face aux bio-agresseurs contre lesquels d’autres méthodes de lutte sont inexistantes ou difficiles à mettre en œuvre.
Le choix du traitement doit être fait selon la qualité sanitaire des semences, l'historique de la parcelle et la date de semis. Ces critères aident à mieux évaluer les risques d’infections et d’attaques de ravageurs.

## Inconvénients
Les graines traitées peuvent provoquer des empoisonnements (mortels ou non mortels) pour les animaux granivores si elles sont ingérées en quantités assez importantes. En laboratoire, ou en captivité, les oiseaux - quand ils ont le choix - évitent les graines colorées artificiellement.
Dès les années 1970 il a été montré que des molécules toxiques comme la dieldrine, le chlorfenvinphos ou le carbophenothion ont été ingérées avec des graines par certains animaux sauvages, puis de nombreuses autres études ont confirmé que les graines enrobées peuvent être consommées par des animaux malgré la coloration visant à réduire ce risque,,, parfois de manière très significative. Le pigeon ramier compte parmi les animaux les plus fréquemment empoisonnés par des graines enrobées,,,.

Ainsi une étude a montré que parmi 61 pigeons ramiers tués à la chasse dans une zone suivie durant trois hivers, 26 s'étaient nourris de graines de céréales enrobés de fonofos et parmi ces 26 pigeons, la chair de six d'entre eux contenait une teneur en résidus de fonofos comparable à celles retrouvées chez des oiseaux empoisonnés durant une enquête sur les accidents de la faune par le MAFF. Les auteurs ont conclu que les graines traitées par le fonofos peuvent être partiellement évitées dans la nature par ces oiseaux, mais que cet évitement échoue à prévenir l'empoisonnement dans certaines conditions (rares), par exemple quand la densité de graines accessibles, les concentrations en fonofos et le niveau de faim sont supérieurs à la moyenne.
Des poussieres sont émises lors du semis qui volent et contaminent les terrains adjacents ou les organismes vivants via les voies respiratoires. L'usage des néocotinoides en enrobage a contribué à une large contamination de l'environnement.

## Controverses
Le traitement des semences à base d'imidaclopride, insecticide de la famille des néonicotinoïdes, est controversé. Il a été interdit en France pour le traitement des semences de tournesol puis de maïs, les autorités étant convaincues que cette substance est impliquée dans le déclin des insectes pollinisateurs et peut-être dans le syndrome d'effondrement des colonies d'abeilles.
L'ensemble des néonicotinoïdes, tels que le thiaméthoxame, Clothianidine, Acétamipride, Thiaclopride sont interdits en France.